# Abe Laboriel junior

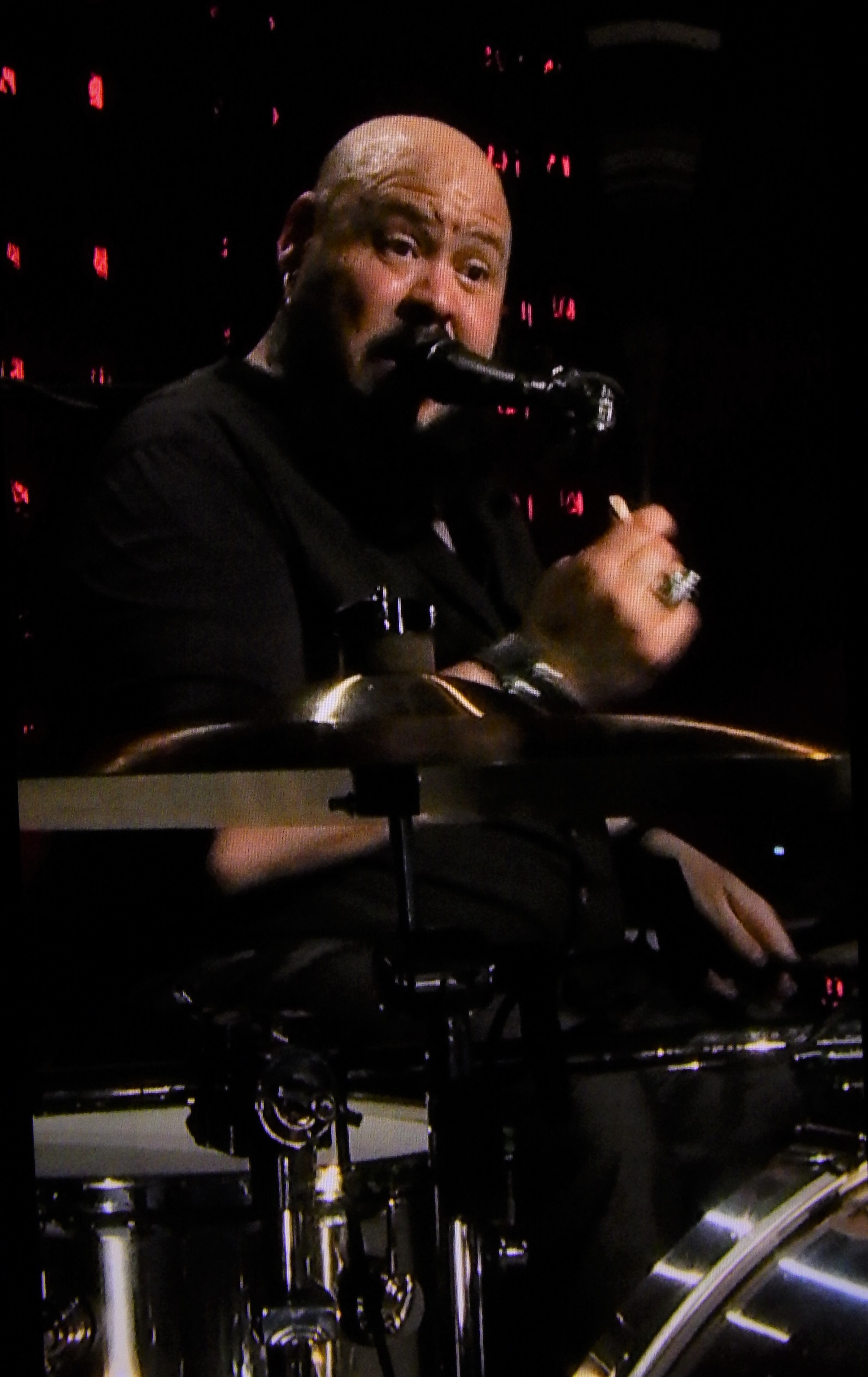
Abe Laboriel Jr. (2019)

Abraham „Abe“ Laboriel Jr. (* 23. März 1971) ist ein US-amerikanischer Studio- und Tourneeschlagzeuger, Sohn des amerikanischen Studiobassisten Abe Laboriel und Bruder des Komponisten und Produzenten Mateo Laboriel. Laboriel spielt seit 2001 in der Tour-Band von Paul McCartney und hat daneben auch mit Mylène Farmer, Sting, Eric Clapton, Seal, Steve Vai, Duran Duran, Natalie Cole, Randy Crawford und Melissa Etheridge gespielt. Er ist bekannt für sein extrem kraftvolles Spiel, beherrscht aber auch die leisen Töne.

„…in seinem Spiel verbindet er die Power eines Rockdrummers mit der Anmut und Lockerheit eines Jazzers und gehört nicht umsonst zu den aufregendsten Schlagzeugern der 90er Jahre.“

## Leben
Als Sohn eines der bekanntesten Jazzbassisten begann Abraham junior im Alter von vier Jahren Schlagzeug zu spielen und mit 10 Jahren stand sein Berufsziel fest. Seine Mutter ist eine klassisch ausgebildete Sängerin. Durch seinen Vater hatte er schon sehr früh Kontakt zu den besten Drummern der Studioszene in Los Angeles und wurde schon mit zehn Jahren unter anderen von Jeff Porcaro (von Toto), Chester Thompson (trommelte für Eric Clapton), Bill Maxwell und Alex Acuña (Drummer bei Weather Report und für Elvis Presley) unterrichtet.
Er besuchte zu Beginn der Highschool die Dick Grove School of Music und wurde dort von Peter Donald unterrichtet. Anschließend nahm er Unterricht an der Alexander Hamilton High School (Academy of Music) in Los Angeles bis zu seinem Abschluss. Dort sammelte er seine ersten Erfahrungen in der Programmierung am Computer, wurde Mitglied in einer Marschkapelle und gründete ein Beboptrio mit Vernell Brown und Mike Elizondo.  1989 wurde er von der National Foundation For The Advancement Of The Arts und dem Down Beat Magazin ausgezeichnet und schrieb sich am Berklee College of Music in Boston ein, wo er im Jahr 1993 nach viereinhalb Jahren seinen Abschluss in Music Synthesis machte. Neben Schlagzeug beherrscht er auch Klavier, Keyboards und Gitarre sowie Harmoniegesang.
Abe Laboriels Durchbruch als Schlagzeuger war eine Tournee als Drummer für den Gitarristen Steve Vai. Danach tourte er mit Seal, und während der Studioarbeit mit diesem in Los Angeles machte er die Bekanntschaft einiger Produzenten, was zu weiteren Engagements führte. In den 1990er Jahren trat Laboriel in der Nickelodeon-Fernsehserie Roundhouse auf.
Danach ging er mit k.d. lang auf Tour und wurde dort von Sting gesehen, der ihn im Anschluss bat, in seiner Tourband als Schlagzeuger einzusteigen. Die Verbindung zu k.d. lang führte Laboriel im Jahr 2001 auch zu Paul McCartney, mit dem er, neben seiner Arbeit auf der Bühne und im Studio, auch 2001 beim Konzert für New York City und in der Halbzeitpause des Super Bowl auftrat und Sir Paul seitdem auch auf jeder Tournee begleitet.
Laboriel spielt außerdem in seinen Bands The Raging Honkies und Chocolate Genius, Inc.
Als Tourneemusiker singt er auch Background. Im Jahr 2006 spielte er als Schlagzeuger in Mylène Farmers Pariser Bühnenshow Avant que l’ombre ... à Bercy (Vor dem Schatten ... in Bercy) und sang mit ihr das bewegende Duett Les Mots (Die Worte). Im Original übernimmt Seal den männlichen Part des Liedes. Außerdem spielte Abe in diesem Jahr mit Sting auf dem Montreux Jazz Festival.

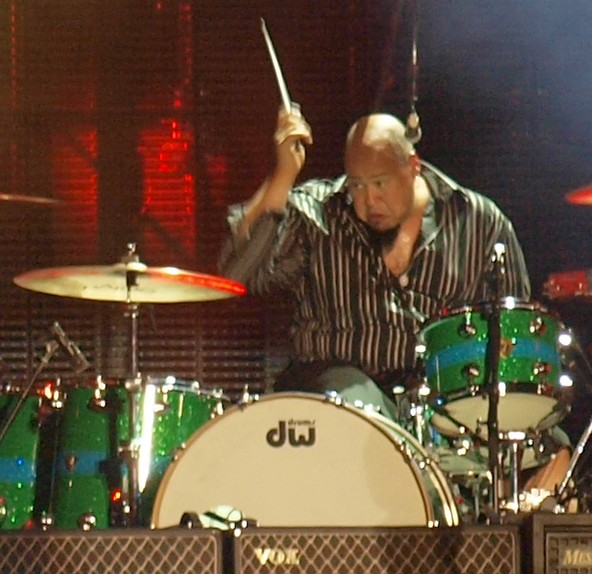
Laboriel 2008 in Tel Aviv

Er ging 2008 mit Eric Clapton und Steve Winwood auf Tour durch Japan und begleitete die beiden auch auf ihrer Amerikatournee 2009.
Laboriel spielte im Studio und auf Tourneen außerdem mit Jonatha Brooke, Shakira, B.B. King, Jewel, Steven Curtis Chapman, Johnny Hallyday, Jenifer, Les Paul, Ashlee Simpson, LeAnn Rimes, Letters to Cleo, Vanessa Carlton, Kelly Clarkson, Lady Gaga, Steve Lukather und vielen Anderen.

## Diskografie (Auszug)

### Höhepunkte
Diese Produktionen repräsentieren, Laboriels eigener Aussage nach, sein Schlagzeugspiel am besten, beziehungsweise auf ihnen ist er der einzige Schlagzeuger:
- Paul McCartney – Back in the World (CD)
- Paul McCartney – Back in the U.S. (CD/DVD)
- Paul McCartney – Driving Rain
- Jonatha Brooke – 10 Cent Wings
- Jonatha Brooke & The Story – Plumb
- Meredith Brooks – Bad, Bad One
- Vanessa Carlton – Be Not Nobody
- Chocolate Genius – God Music
- Mylène Farmer – Live  Bercy (DVD)
- Mylène Farmer – Mylenium Tour (DVD)
- Mylène Farmer – Avant que l’ombre… à Bercy (DVD)
- Fiction Plane – Everything Will Never Be Okay
- Dana Glover – Testimony
- Jennifer Love Hewitt – BareNaked
- Abraham Laboriel – Guidum
- k.d. Lang – Invincible Summer
- k.d. Lang – Live by Request
- k.d. Lang – Drag
- The Manhattan Transfer – The Spirit of St. Louis
- Meshell Ndegeocello – Bitter

### Weitere Alben
Außerdem spielte Abe Laboriel junior (neben anderen Drummern) auf folgenden Produktionen:
- Chris Botti – Night Sessions
- Doyle Bramhall II – Doyle Bramhall II
- Citizen Cope – Citizen Cope
- Kelly Clarkson – Thankful
- Adam Cohen – Adam Cohen
- Dakota Moon – Place to Land
- John Doe – Dim Stars, Bright Sky
- Duran Duran – Thank You
- Mylène Farmer – Innamoramento
- David Garfield & Friends – Tribute to Jeff
- Hanson – Middle of Nowhere
- Hanson – This Time Around
- Imogen Heap – I Megaphone
- Joe Henry – Scar
- Abraham Laboriel – Dear Friends
- Lamya – Learning from Falling
- Crystal Lewis – Gold
- Ricky Martin – Sound Loaded
- John McVey – Jigsaw
- Taylor Mesple – Victory Land
- Murmurs – Blender
- Ednita Nazario – Espiritu Libre
- O Town – O2
- Lisa Marie Presley – To Whom It May Concern
- Dianne Reeves – Art & Survival
- LeAnn Rimes – Twisted Angel
- Scritti Politti – Anomie & Bonhomie
- Shakira – Laundry Service
- Will Smith – Born to Reign
- Splattercell – Oah
- Ringo Starr – Got the Feeling
- Shelby Starner – From the Shadows
- Dave Stewart – SlyFi
- John Sykes – Loveland
- John Sykes – Chapter One
- Sylvie – Irrésistiblement
- Jeremy Toback – Another True Fiction
- Paul Westerberg – Suicaine Gratification
- The Wilsons – Wilsons
- Lucy Woodward – While You Can
- The Raging Honkies – Boner